# Jorge Durán Espinoza
Jorge Andrés Durán Espinoza (Santiago, 17 de diciembre de 1980) es un licenciado en ciencias jurídicas, empresario y político chileno, Exmilitante de Renovación Nacional (RN). Fue concejal por la comuna de Cerro Navia durante dos periodos consecutivos, desde 2008 hasta 2016. Desde marzo de 2018, se desempeña como diputado de la República, bajo un segundo período consecutivo, en representación el distrito n° 9 de la Región Metropolitana de Santiago, periodo legislativo 2022-2026.

## Familia y estudios
Nació en Santiago de Chile el 17 de diciembre de 1980. Es hijo de Nolberto Durán Fabres y de Alicia Espinoza Godoy. Es soltero.
Dejó temporalmente sus estudios de enseñanza media en el liceo Molina Lavín, para retomarlos el año 2002 a los 21 años, egresando dell Liceo José Victorino Lastarria. Posteriormente se licenció en ciencias jurídicas en la Universidad Finis Terrae (UFT) y obtuvo un diplomado en administración de negocios y, en lineamientos gerenciales de la Universidad de Santiago de Chile (Usach). Comenzó a trabajar a los 17 años vendiendo artículos para malabarismo. También fue dueño de discotecas, entre ellas Disco Mundano de Cerro Navia.
Se ha desempeñado como columnista de opinión de diversos medios, entre ellos, El Mostrador, La Nación, El Dínamo y El Quinto Poder. Por otra parte, es presidente de la fundación Avanza Ciudadano.

## Carrera política

### Concejal de Cerro Navia
Comenzó su carrera política el año 2008 donde fue elegido concejal por la comuna de Cerro Navia, como candidato independientecon cupo de la Concertación de Partidos por la Democracia, obteniendo 1.305 votos, equivalentes al 2,55% del total de sufragios. Luego ingresó a Renovación Nacional (RN), y en las elecciones municipales de 2012 fue reelecto como concejal en la comuna de Cerro Navia, bajo su partido, obteniendo 3.695 votos, equivalentes al 24,99% del total de sufragios.

### Candidatura a alcalde de Quinta Normal
En las elecciones municipales de 2016 fue candidato a alcalde por la comuna de Quinta Normal, donde obtuvo 6.107 votos, equivalentes al 26,02% del total de sufragios, sin resultar electo. Luego de eso, asumió como consejero general de Renovación Nacional. En este mismo año, trabajó para la campaña del senador Manuel José Ossandón en las elecciones primarias presidenciales de julio de 2017.

### Diputado
En agosto de 2017, se presentó como candidato a diputado en representación del nuevo distrito n° 9, que comprende las comunas de Cerro Navia, Conchalí, Huechuraba, Independencia, Lo Prado, Quinta Normal, Recoleta y Renca, de la Región Metropolitana de Santiago. En las elecciones parlamentarias de noviembre de ese año, resultó electo con 19.485 votos, equivalente al 5,78% del total de sufragios, por el periodo legislativo 2018-2022. Integró las comisiones permanentes de Salud; y Minería y Energía.
En agosto de 2021, inscribió su candidatura a la reelección como diputado por el distrito n° 9, en representación de su partido dentro del pacto «Chile Podemos Más», por el periodo legislativo 2022-2026. En las elecciones parlamentarias de noviembre de ese año, logró la reelección al obtener 21.872 votos, correspondientes al 6,55% del total de los sufragios válidos. Asumió el cargo el 11 de marzo de 2022, pasando a integrar las comisiones permanentes de Vivienda, Desarrollo Urbano y Bienes Nacionales; y de Cultura y de las Artes.

## Controversias
En 2015, el municipio de Cerro Navia fue objeto de una investigación por parte de la Contraloría, por la negativa municipal al cierre del establecimiento Costa Mundano, pese a los reclamos de vecinos. El organismo advirtió que la ley no permite otorgar patente de venta de alcohol a concejales, pero que en este caso Durán había traspasado la propiedad a una de sus hermanas con fecha 22 de octubre de 2008, es decir, antes de asumir, por lo que «no se advierte irregularidad respecto del otorgamiento de la patente».
En 2019, mediante un reportaje de Chilevisión, se reveló que durante el periodo 2018-2022, era uno de los cinco diputados que más dinero pagaban a sus asesores, entre ellos, dos hermanas las cuáles se encontraban recién egresadas de sus carreras universitarias.
En junio de 2019, se informó que una mujer mayor de edad fue detenida por Carabineros, estando acusada de intentar extorsionarlo económicamente. La investigación se mantuvo en total reserva. El mismo año, fue acusado en redes sociales de cometer un presunto abuso sexual a una mujer, luego de haberla drogado.El 11 de febrero de 2025, fue denunciado por maltrato, abuso sexual y violación por su expareja,la cual fue rechazada por Durán.
En 2021, Durán fue denunciado por el presidente de su partido Francisco Chahuán al Tribunal Supremo de Renovación Nacional, esto debido a los constantes choques entre Durán y su partido, ente ellos declaraciones en contra de diputados correligionarios y jefes de bancadas, entre ellos Sebastián Torrealba, como también siendo acusado de dañar políticamente al candidato presidencial apoyado por el partido, Sebastián Sichel. Ante esto, Durán indicó que era víctima de una persecución que tenía por fin bajar su candidatura a la reelección, maquinada por Diego Schalper, inclusive presentando un Recurso de protección y acciones ante el Tricel con el fin de evitar bajar su candidatura.
Duran es uno de los políticos más asiduos a realizar apariciones en medios de comunicación, principalmente radio y televisión. Debido a lo anterior fue sancionado por la Comisión de Ética de la Cámara de Diputados por aparecer  en horas de sesión en reiteradas ocasiones, lo que trajo consigo una sanción de un descuento del 7% en su dieta parlamentaria.

## Historial electoral

### Elecciones municipales de 2008
- Elecciones municipales de 2008, para el Concejo Municipal de Cerro Navia [3]

(Se consideran solo los candidatos que resultaron elegidos para el Concejo Municipal)

### Elecciones municipales de 2012
- Elecciones municipales de 2012, para el Concejo Municipal de Cerro Navia [4]

(Se consideran solo los candidatos que resultaron elegidos para el Concejo Municipal)

### Elecciones municipales de 2016
- Elecciones municipales de 2016, para Alcalde de Quinta Normal [5]

### Elecciones parlamentarias de 2017
- Elecciones parlamentarias de 2017, candidato a diputado por el distrito 9 (Cerro Navia, Conchalí, Huechuraba, Independencia, Lo Prado, Quinta Normal, Recoleta y Renca)[6]

### Elecciones parlamentarias de 2021
- Elecciones parlamentarias de 2021, candidato a diputado por el distrito 9 (Cerro Navia, Conchalí, Huechuraba, Independencia, Lo Prado, Quinta Normal, Recoleta y Renca)[20]